# Restrepia falkenbergii
Restrepia falkenbergii (Rchb.f. (1880)) es una especie de orquídeas de la familia de las Orchidaceae.
El nombre del género se nombró en honor del botánico alemán Falkenberg.

## Hábitat
Se produce en Antioquia de Colombia en la cordillera central en torno a elevaciones de 1000 a 2000  m s. n. m.

## Descripción
Es una planta de tamaño mediano, que crece en clima cálido a fresco y que cada vez son más epífita, con 8 a 12 ramicauls envolventes basales de color blanquecino, sueltos, comprimidos, oblicuos, imbricados, intensamente manchada de color púrpura marrón en la parte inferior de las vainas y con una sola hoja apical, erecta, coriácea, aovadas, aguda a subaguda,  base cuneada y con el retorcido peciolo en la base de la hoja,  florece en la primavera y el otoño en una inflorescencia delgada, erecta de 4 a 6 cm de largo, con una única flor  que surge en la parte posterior de la hoja y con una delgada bráctea floral tubular.

## Nombre común
- Español: Restrepia de Falkenberg.
- Inglés: Falkenberg's Restrepia